# Cybianthus spathulifolius
Cybianthus spathulifolius är en viveväxtart som beskrevs av Agostini och J.J. Pipoly. Cybianthus spathulifolius ingår i släktet Cybianthus, och familjen viveväxter. Inga underarter finns listade i Catalogue of Life.